# Ambulyx japonica
Ambulyx japonica là một loài bướm đêm thuộc họ Sphingidae. Nó được tìm thấy ở miền đông Trung Quốc, Hàn Quốc, Nhật Bản và Đài Loan.

## Sự miêu tả
Sải cánh dài 81–90 mm. There là một broad subbasal band on the forewing upperside. Males are paler than females và less strongly marked.

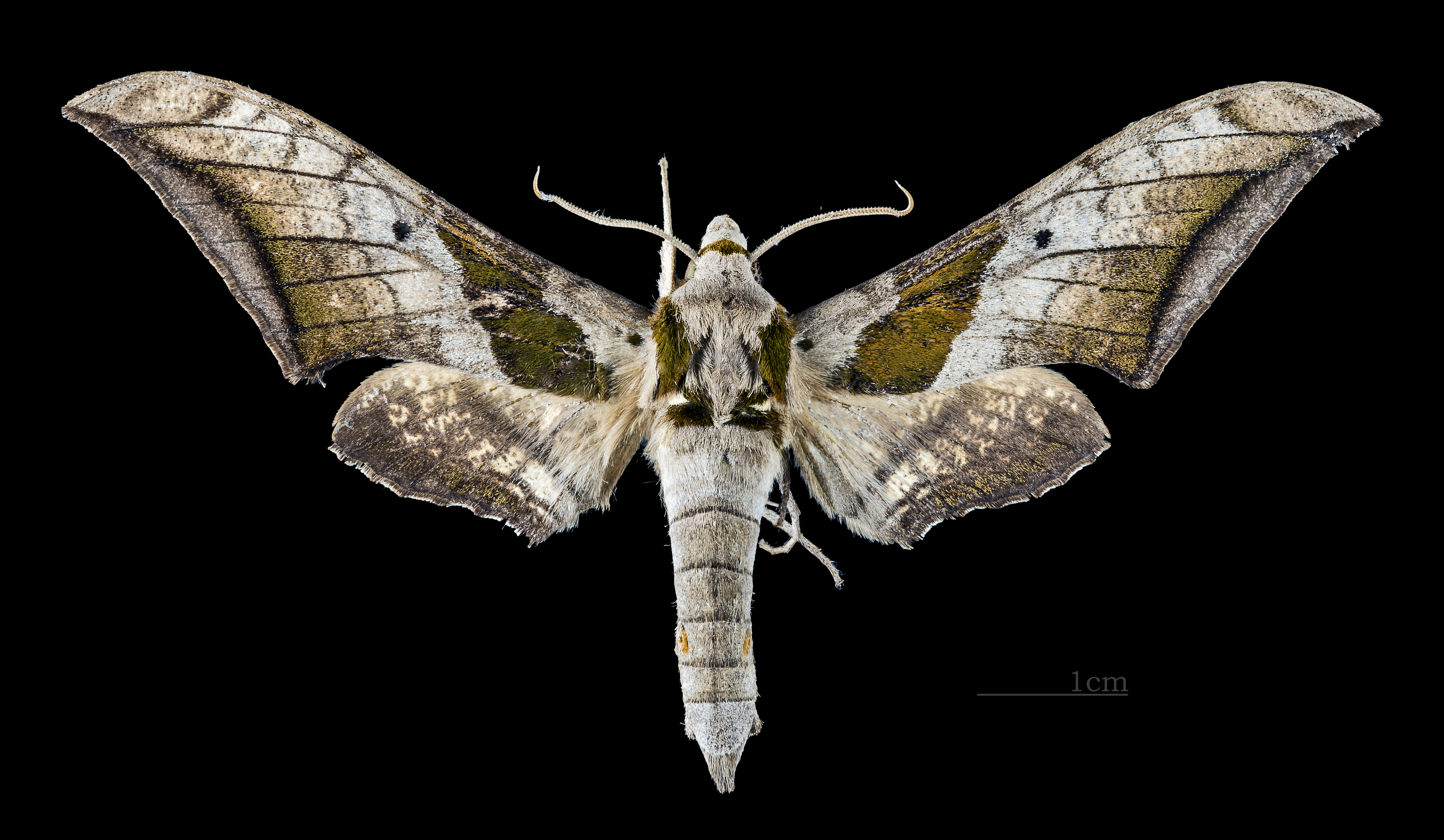
Ambulyx japonica japonica ♂
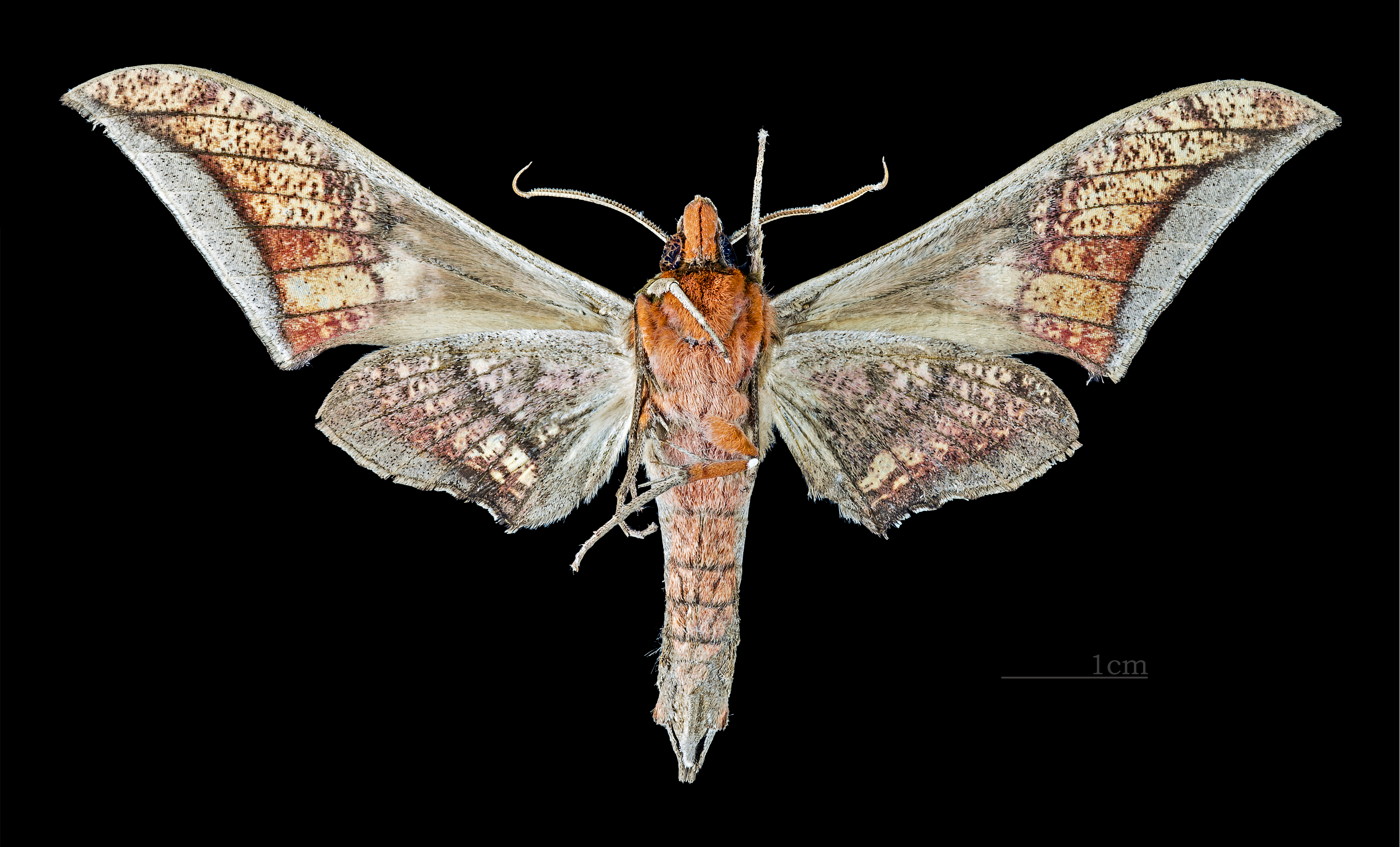
Ambulyx japonica japonica ♂ △

## Sinh học
Ấu trùng ăn Aceraceae species in Trung Quốc. In Nhật Bản, larvae have been recorded on Acer và Carpinus japonica. Furthermore, larvae have been reared on Carpinus laxiflora và Carpinus tschonoskii.

## Phụ loài
- Ambulyx japonica japonica (Nhật Bản)[2]
- Ambulyx japonica angustifasciata (Okano, 1959) (Taiwan)[3]
- Ambulyx japonica koreana Inoue, 1993 (Korea và miền đông Trung Quốc)[4]

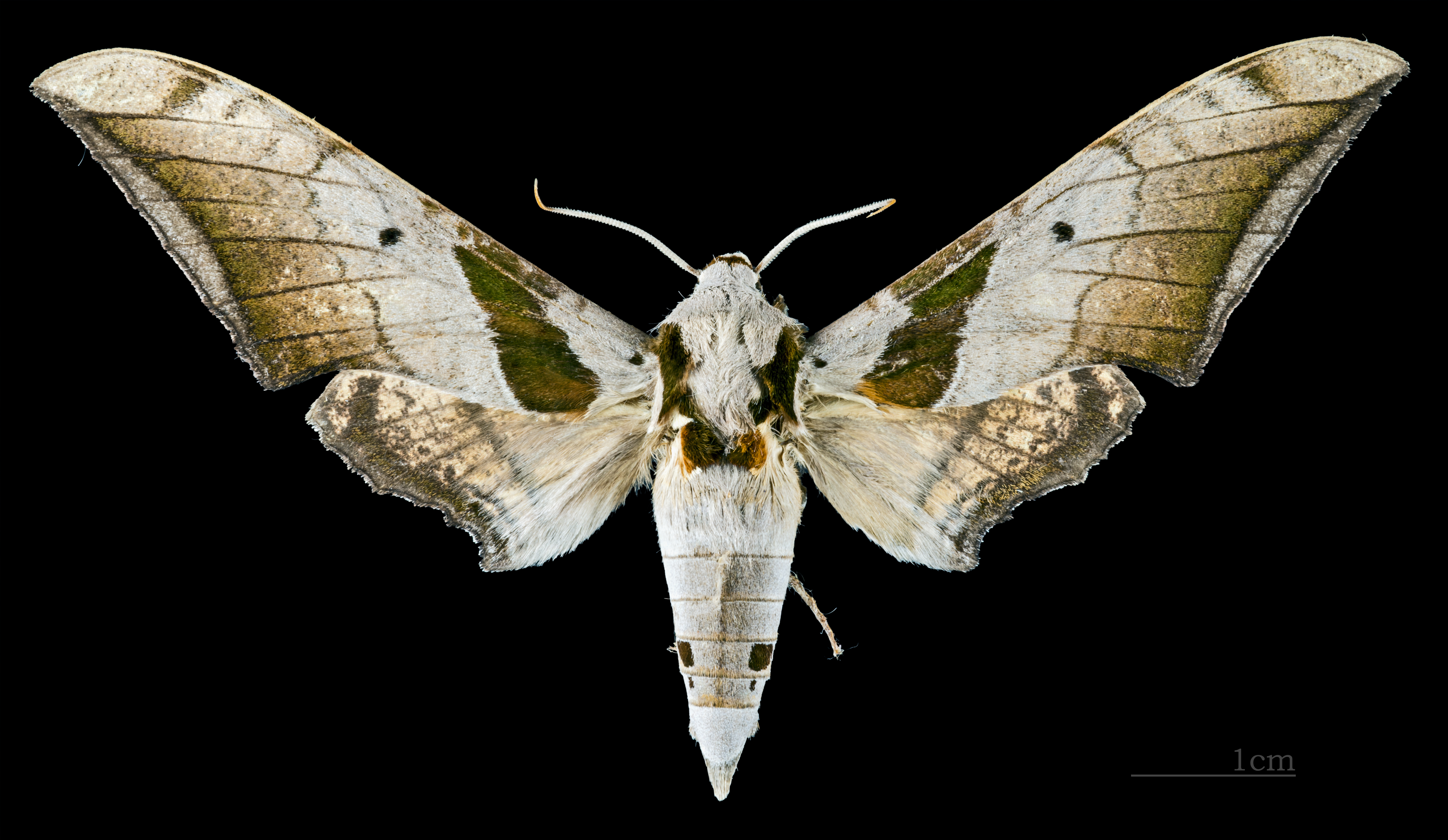
Ambulyx japonica angustifasciata ♂
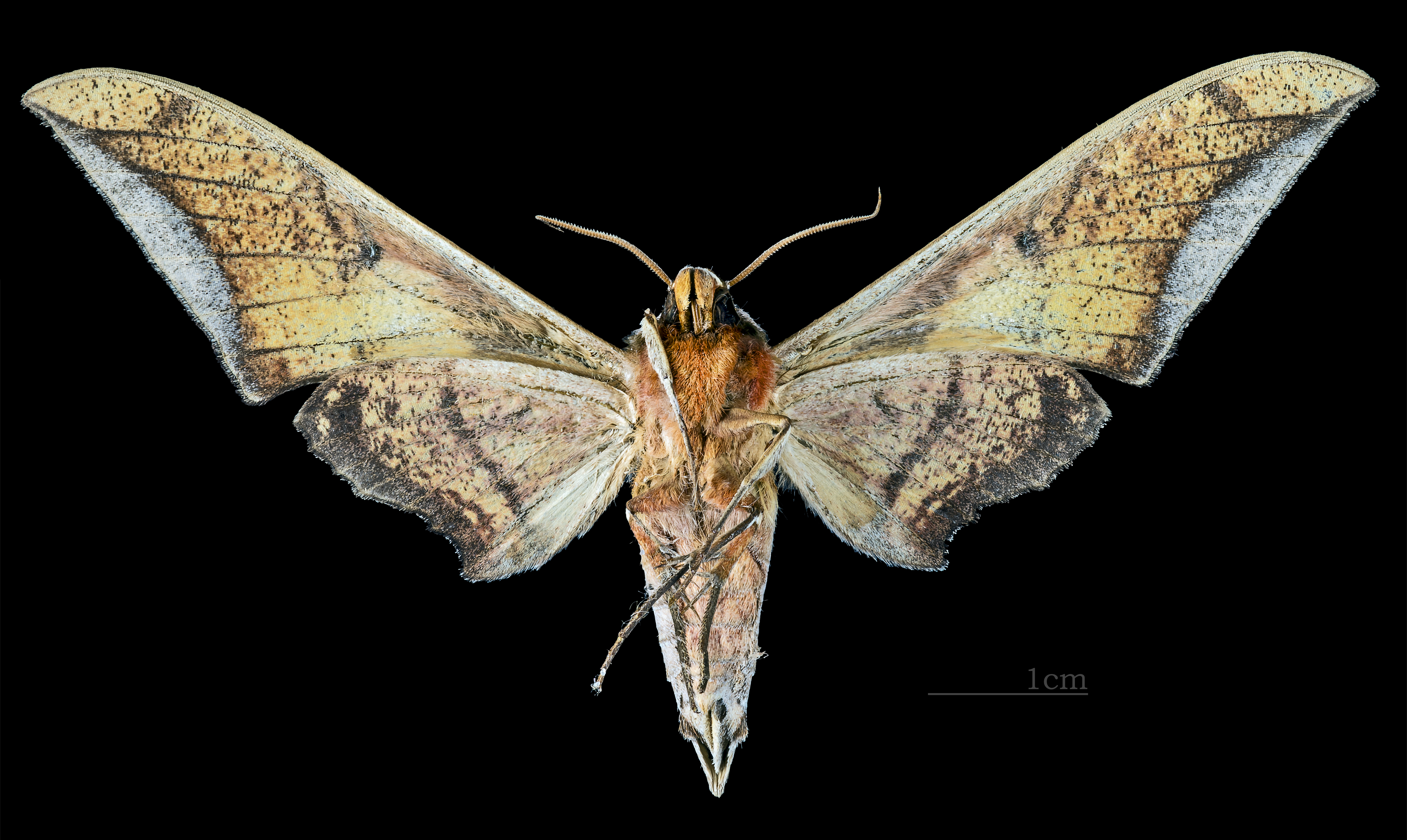
Ambulyx japonica angustifasciata ♂ △